# Zlatý klas 1979
Desátý ročník poháru o Zlatý klas  v ledním hokeji se konal od 4. do 6. září 1979 v Českých Budějovicích. Zúčastnili se čtyři týmy. Mužstva se utkala jednokolovým systémem každý s každým.

## Výsledky a tabulka
|    |               | TCH | KS  | GDR | ČB  | V | R | P | Skóre | B |
| 1. | ČSSR          | *** | 3:3 | 9:3 | 7:2 | 2 | 1 | 0 | 19:8  | 5 |
| 2. | Křídla Sovětů | 3:3 | *** | 9:2 | 5:2 | 2 | 1 | 0 | 17:7  | 5 |
| 3. | NDR           | 3:9 | 2:9 | *** | 5:3 | 1 | 0 | 2 | 10:21 | 2 |
| 4. | Motor ČB      | 2:7 | 2:5 | 3:5 | *** | 0 | 0 | 3 | 7:17  | 0 |

 Československo -  NDR 	9:3 (3:1, 2:1, 4:1)
4. září 1979 - České Budějovice	

Branky Československa: 8. Bohuslav Ebermann, 12. Jiří Novák, 13. Peter Ihnačák, 31. Peter Ihnačák, 39. Peter Šťastný, 41. Anton Šťastný, 50. Bohuslav Ebermann, 59. Anton Šťastný, 60. Bohuslav Ebermann.

Branky NDR: 19. Jürgen Franke, 35. Harald Kuhnke, 55. Harald Kuhnke.

Rozhodčí: Aleš Pražák (TCH) – Luděk Exner (TCH), Karel Sládeček (TCH)

Vyloučení: 3:3 (využití 2:0, v oslabení 0:1)
ČSSR: Marcel Sakáč – Jiří Bubla, Miroslav Dvořák, Peter Slanina, Jaroslav Lyčka, Milan Chalupa, Vítězslav Ďuriš - Karel Holý, Peter Ihnačák, Jaroslav Pouzar – František Černík, Libor Havlíček, Josef Slavík - Marián Šťastný, Peter Šťastný, Anton Šťastný - Vladimír Martinec, Jiří Novák, Bohuslav Ebermann.
NDR: Roland Herzig - Dieter Frenzel, Joachim Lempio, Frank Braun, Dieter Simon, Klaus-Rüdiger Schröder, Reinhard Fengler - Harald Kuhnke, Detlef Radant, 
Frank Proske - Jürgen Franke, Detlef Mark, Eckhard Scholz - Friedhelm Bögelsack, Rolf Bielas, Gerhard Müller.
 Křídla Sovětů Moskva –  Motor České Budějovice 	5:2 (1:0, 1:1, 3:1)
4. září 1979 - České Budějovice

Branky Křídel Sovětů: 13. Alexander Kabanov, 39. Alexander Kabanov, 45. Jurij Ťurin, 53. Viktor Ťumeněv, 58. Jurij Lebeděv. 

Branky Českých Budějovic: 35. Jan Klabouch, 48. Ladislav Kolda.

Rozhodčí: Jan Budínský (TCH) – Miroslav Průcha (TCH), Řešátko (TCH)

Vyloučení: 5:3 (využití 1:0)
 Československo -  Křídla Sovětů Moskva 3:3 (1:2, 1:0, 1:1)
5. září 1979 - České Budějovice	

Branky Československa: 19. Josef Slavík, 39. Peter Šťastný, 50. Anton Šťastný. 

Branky Křídel Sovětů: 5. Alexander Kabanov, 5. Alexander Kabanov, 51. Michail Anferov.

Rozhodčí: Aleš Pražák (TCH) – Luděk Exner (TCH), Karel Sládeček (TCH)

Vyloučení: 5:5 (využití 0:1) navíc Michail Anferov na 5 minut.
 NDR -  Motor České Budějovice 	5:3 (1:2, 3:1, 1:0)
5. září 1979 - České Budějovice

Branky NDR: 16. Friedhelm Bögelsack, 24. Gerhard Müller, 30. Detlef Mark, 31. Wolfgang Unterdörfel, 53. Joachim Lempio. 

Branky Českých Budějovic: 13. Jiří Lála, 20. Václav Kobliška, 32. Milan Král.

Rozhodčí: Jiří Adam (TCH) – Miroslav Průcha (TCH), Jan Šimák (TCH)

Vyloučení: 2:3 (využití 1:0)
 Křídla Sovětů Moskva –  NDR 	9:2 (2:0, 5:0, 2:2)
6. září 1979 - České Budějovice	

Branky Křídel Sovětů: 3x Igor Kapustin, 2x Viktor Ťumeněv, Alexander Gurejev, Viktor Vachrušev, Jurij Terechin, Alexander Kabanov.

Branky NDR: Rolf Bielas, Frank Proske.

Rozhodčí: Jiří Adam (TCH) – Zdeněk Bouška (TCH), Jindřich Simandl (TCH)

Vyloučení: 5:1 (využití 1:0)
 Československo -  Motor České Budějovice 	7:2 (1:2, 4:0, 2:0)
6. září 1979 - České Budějovice

Branky Československa: 6. Jan Zajíček, 22. Marián Šťastný, 33. Marián Šťastný, 37. Marián Šťastný, 35. Karel Holý, 42. Bohuslav Ebermann, 60. Jaroslav Pouzar. 

Branky Českých Budějovic: 9. František Joun, 19. Václav Mařík.

Rozhodčí: Jan Budínský (TCH) - Mojmír Šatava (TCH), Vítězslav Vala (TCH)

Vyloučení: 5:5 (využití 0:0, v oslabení 1:0)

## Soupiska Československa
1.  Československo

Brankáři: Jiří Králík, Marcel Sakáč.

Obránci: Miroslav Dvořák, Jiří Bubla, Jan Zajíček, Arnold Kadlec,Milan Chalupa, Vítězslav Ďuriš, Jaroslav Lyčka, Peter Slanina.

Útočníci: Vladimír Martinec, Jiří Novák, Bohuslav Ebermann, Marián Šťastný, Anton Šťastný, Peter Šťastný, František Černík, Libor Havlíček, Jaroslav Pouzar, Josef Slavík, Peter Ihnačák, Karel Holý.

Trenéři: Karel Gut, Ján Starší.